# 溫哈熊
溫哈熊（1923年3月3日—2007年7月14日）是廣東台山人，生於哈爾濱。美國維吉尼亞軍校畢業，中華民國陸軍二級上將，曾任第十三任聯勤總司令，中華民國總統府戰略顧問、總統府國策顧問，為國民革命軍將領溫應星第五子。

## 家庭
溫哈熊眾兄弟名字，中间的一个字以出生地命名，其中温京熊和温燕熊在北京（燕京）出生、温陵熊在南京（金陵）出世、温粤熊在粵省省會广州出世、温哈熊在哈尔滨出世、温申熊在上海（申城）出世。
其子溫子儉，曾任中國國民黨中央委員會投資事業管理委員會投資審議組組長。
其女婿丁守中，曾任立法委員。